# وکیل‌الرعایا
وکیل الرعایا عنوانی است که کریم خان زند پس از تثبیت قدرت خود در شیراز در ۱۱۷۹ برای خود اختیار کرد. به صورت‌های گوناگون نظیر وکیل الرعیه، وکیل رعیت و وکیل الخلایق ضبط شده است که همگی به معنای نمایندهٔ مردم، هستند و نشانگر تغییر جهت شایان توجه واژه گزینی عنوان کریم خان از وکیل الدوله است.
این ترکیب صرفاً یک عنوان نبود بلکه ناشی از یک سمت ایجاد شده بود، نوعی دادستان ایالتی که توسط حاکم منصوب می‌شد تا هماهنگی بین طبقات اجتماعی را ترویج کند و در خصوص بی عدالتی، مخصوصاً فساد یا اختلاس مقامات دولتی تحقیق کند. این لفظ اولین بار در دورهٔ صفویه در دو دستورالعمل اداری آن دوره به عنوان یکی از سمتهای کلانتر اصفهان به کار رفت. زان پس وکیل الرعایا به مقامی مستقل گفته می‌شد که به فرمان حاکم در چندین مراکز ایالات ایران اقلاً از اواخر دورهٔ صفوی و در طلیعهٔ حکمرانی دورهٔ قاجار منصوب می‌گشت.
بدین ترتیب هم کلانتر و هم یک وکیل الرعایای مستقل از جمله هشت مقام اداری منصوب شده در اصفهان توسط کریم خان در ۱۱۶۵ بودند پیش از این او این عنوان را برای خود اختیار کند. در دیگر نمونه‌ها، در ۱۱۹۴، علی مراد خان زند، مجوزی صادر و آقا محمدعلی را با یک حقوق ثابت به عنوان وکیل الرعایای قم منصوب کرد و از کلانتر و کدخدایان درخواست کرد که او را به عنوان تنها وکیل مستقل به رسمیت بشناسند.